# Ascocotyle angrense
Ascocotyle angrense är en plattmaskart. Ascocotyle angrense ingår i släktet Ascocotyle och familjen Heterophyidae. Inga underarter finns listade i Catalogue of Life.